# Helograpsus haswellianus
Helograpsus haswellianus is een krabbensoort uit de familie van de Varunidae. De wetenschappelijke naam van de soort is voor het eerst geldig gepubliceerd in 1899 door Whitelegge.